# High jump!!
「High jump!!」（ハイジャンプ）は、愛乙女★DOLLの1枚目のメジャーシングル（インディーズを含めると通算5枚目）。2014年4月9日に日本クラウンから発売された。

## 概要
前作「蒼い空を望むなら」から4カ月ぶりとなる愛乙女★DOLLのメジャーデビューシングル。デビュー曲「High Jump!!」の MusicVideoを収録したDVDが同梱されている『Type-A』、『Type-B』、DVDは同梱されていないがカップリング曲を全て収録した『Type-C』の3形態で発売。3タイプ全てに生写真6種のうち1種ランダムで封入、『Type-A』、『Type-B』のみに2014年4月29日にすみだリバーサイドホールで開催される全国握手会のイベント参加券が封入された。チャート成績はデイリー5位週間7位で3作連続TOP10入り。週間チャートは自己最高位を記録した。

## 収録曲
Type-A
1. High Jump!!
作詞・作曲・編曲：福井シンリ
2. キセキ
作詞・作曲：甘沢ひろまさ
編曲：Redwood Humberg Jr.
3. 誰よりキミがNo.1
作詞・作曲：宮島理絵
編曲：Redwood Humberg Jr.
4. High Jump!!(off vocal)
5. キセキ(off vocal)
6. 誰よりキミがNo.1(off vocal)

DVD
1. High Jump!! Music Video
2. ドキュメント・オブ愛乙女★DOLL ～まだ見たことのない景色へ～(前編)

Type-B
1. High Jump!!
2. キセキ
3. タイムカプセル～２年後の僕へ～
作詞・作曲：SHUN
編曲：SHUN、Monotone
4. High Jump!!(off vocal)
5. キセキ(off vocal)
6. タイムカプセル～２年後の僕へ～(off vocal)

DVD
1. High Jump!! Music Video
2. ドキュメント・オブ愛乙女★DOLL ～まだ見たことのない景色へ～(後編)

Type-C
1. High Jump!!
2. キセキ
3. 誰よりキミがNo.1
4. タイムカプセル～２年後の僕へ～
5. High Jump!!(off vocal)
6. キセキ(off vocal)
7. 誰よりキミがNo.1(off vocal)
8. タイムカプセル～２年後の僕へ～(off vocal)

## 初回生産分封入特典
- 生写真1枚ランダム封入(全6種類)(全タイプ)
- 握手会参加券(Type-A、Type-B)